# Обердоллендорф
Обердоллендорф, город в Германии, пригород Кёнигсвинтера, курортного города в районе Рейн-Зиг, в земле Северный Рейн-Вестфалия.
Первые упоминания о деревне датируются Средневековьем, когда она была частью феодального владения. За свою долгую историю Обердоллендорф пережил множество изменений, оставаясь верным своему характерному духу маленького немецкого городка.